# Hírlevél
A hírlevél egy rendszeresen terjesztett publikáció általában egy, a megrendelőit érdeklő főtémáról. A hírlevél fajtája az újság és a szórólap. Az elektronikusan, e-mailben kézbesített hírlevelek is gyors elfogadást nyertek, ugyanazokból az okokból kifolyólag, hogy az e-mail általában népszerűségre tesz szert a nyomtatott levelezéssel szemben.
Klubok, templomok, társaságok, egyesületek és vállalkozások, főleg cégek adnak ki hírleveleket, melyben tájékoztatják az érdeklődő tagokat, vásárlókat vagy alkalmazottakat. Némely hírlevelet üzleti vállalkozásként készítenek, s értékesítenek közvetlenül a megrendelőknek. A vásárlóknak és jelölteknek történő hírlevélküldés szokásos marketingstratégia, melynek lehetnek előnyei és hátrányai. Akkor hatékony, ha egy érdekes témát érint, kutatásokkal, adatokkal alá van támasztva, jól felépített, és a szakmai szempontoknak is megfelel.
A marketing hírlevél nem egyszerű hirdetés vagy reklám, és legfőképpen nem egy vásárlásra buzdító e-mail. Nem jó megoldás, ha csak az aktuális akciókról tájékoztatja a címzettet. A marketing hírlevél olvasója hasznos információkra vevő, kíváncsi titkokra, szórakozni kíván, és akár kicsit jobban megismerni a hírlevél küldőjét. Így saját hírlevelében a cég szolgáltatásával, termékeivel kapcsolatos tudnivalókat, akár a cégről, vagy a hírlevél kezelőjéről szóló legfrissebb híreket meg lehet osztani, de olyan vicceket is, amelyek valamelyest kapcsolódnak az eladni kívánt portékához. Tartalmazhat például keresztrejtvényt, amelynek megfejtése kapcsolódik a feladó cégéhez, szolgáltatásához.
A hírlevelekre általában jellemző, hogy az érintett szervezet híreiről és közelgő eseményeiről tájékoztatnak, s általános érdeklődés céljából tartalmazzák az elérhetőségi adatokat is.

## Fordítás
- Ez a szócikk részben vagy egészben  a   Newsletter című angol Wikipédia-szócikk ezen változatának fordításán alapul.  Az eredeti cikk szerkesztőit annak laptörténete sorolja fel. Ez a jelzés csupán a megfogalmazás eredetét és a szerzői jogokat jelzi, nem szolgál a cikkben szereplő információk forrásmegjelöléseként.

## Forrás
1. ↑  Linképítés és PR cikkek (magyar nyelven). ATP. (Hozzáférés: 2019. június 14.)[halott link]
2. ↑  A „Nagy Hírlevél-titok” - RG Stúdió: és az internet Önnek dolgozik - Arculattervezés, weblap készítés, webdesign, keresőoptimalizálás, online marketing, webtárhely, webhosting, virtuális szerver.. web.archive.org, 2014. november 29. [2014. november 29-i dátummal az eredetiből archiválva]. (Hozzáférés: 2020. november 26.)